# Carlos Santana
Carlos Augusto Santana Alves là một ca sĩ nhạc rock và nghệ sĩ guitar người Mỹ gốc México đoạt giải Grammy. Santana trở nên nổi tiếng vào những năm cuối thập niên 1960 và đầu thập niên 1970 với ban nhạc của anh, ban nhạc Santana, đã tạo nên sự thành công to lớn của sự hòa trộn dòng nhạc rock, blues, salsa và jazz. Âm thanh của ban nhạc dựa vào những giai điệu trữ tình qua những âm thanh blue của guitar đối nghịch với bộ gõ Latin như chũm chọe và conga. Santana tiếp tục với phong cách đó cho đến những thập niên sau. Và anh đã tạo nên một sự hồi sinh rộng lớn vào cuối thập niên 1990. Tạp chí Rolling Stone đã xếp anh vào vị trí thứ 15 trong danh sách 100 tay guitar vĩ đại nhất vào năm 2003 (vị trí số 20 vào năm 2012)

## Danh sách đĩa hát

### Album cùng ban nhạc Santana
- Santana (1969) US: 2x Multi-Platinum[2]
- Abraxas (1970) US: 5x Multi-Platinum[2]
- Santana III, (1971) US: 2x Multi-Platinum[2]
- Caravanserai (1972) US: Platinum[2]
- Welcome (1973) US: Gold[2]
- Lotus (Live) (1974)
- Borboletta (1974) US: Gold[2]
- Amigos (1976) US: Gold[2]
- Festival (1977) US: Gold[2]
- Moonflower (1977) US: 2x Multi-Platinum[2]
- Inner Secrets (1978) US: Gold[2]
- Marathon (1979) US: Gold[2]
- Zebop! (1981) US: Platinum[2]
- Shango (1982)
- Beyond Appearances (1985)
- Freedom (1987)
- Spirits Dancing in the Flesh (1990)
- Milagro (1992)
- Sacred Fire: Live in South America (1993)

### Album Solo Artist hoặc hợp tác
- Carlos Santana & Buddy Miles! Live! (1972; with Buddy Miles) US: Platinum[3]
- Love Devotion Surrender (1973; with John McLaughlin) US: Gold[3]
- Illuminations (1974; with Alice Coltrane)
- Oneness: Silver Dreams, Golden Reality (1979)
- The Swing of Delight (1980)
- Havana Moon (1983; with Booker T & the MGs, Willie Nelson, and The Fabulous Thunderbirds)
- Blues for Salvador (1987)
- Santana Brothers (1994; C.S. with Jorge Santana & Carlos Hernandez)
- Santana Live at the Fillmore (1997)
- Supernatural (1999) US: 15x Multi-Platinum[2]
- Shaman (2002) US: 2x Multi-Platinum[2]
- All That I Am (2005) US: Gold[2]
- Carlos Santana and Wayne Shorter - Live at the Montreux Jazz Festival 1988 (2007)

### Các album biên tập chính thức
- Santana's Greatest Hits (1974)
- Viva Santana! (Remixed Hits, Live & Previously Unreleased Collection) (1988)
- Definitive Collection (Import) (1992)
- Dance of the Rainbow Serpent (3-CD Box Set) (1995)
- The Very Best of Santana (Single Disc Import) (1996)
- The Ultimate Collection (3-CD Import) (1997)
- The Best of Santana (1998)
- Best Instrumentals (Import) (1998)
- Best Instrumentals Vol. 2 (Import) (1999)
- The Best of Santana Vol. 2 (2000)
- The Essential Santana (2-CD 2002)
- Ceremony: Remixes & Rarities (2003)
- Love Songs (Import) (2003)
- Hit Collection (2007)
- Ultimate Santana (2007)
- The Very Best of Santana (Live in 1968) (2007)
- Multi-Dimensional Warrior (2008)

### Các phiên bản không chính thức
- Samba Pa Ti (1988)
- Persuasion (1989)
- Latin Tropical (1990)
- Santana (1990)
- The Big Jams (1991)
- Soul Sacrifice (1994)
- Santana Jam (1994)
- With a Little Help from My Friends (1994)
- Jin-Go-Lo-Ba (1995)
- Santana Live (????)
- Jingo and more famous tracks (????)

### Đĩa đơn
- 1969: "Jingo" #56 US
- 1969: "Evil Ways" #9 US
- 1971: "Black Magic Woman" #4 US
- 1971: "Everybody's Everything" #12 US
- 1971: "Oye Como Va" #13 US
- 1972: "No One to Depend On" #36 US
- 1974: "Samba Pa Ti" #27 UK
- 1976: "Let It Shine" #77 US
- 1977: "She's Not There" #27 US, #11 UK
- 1978: "Well All Right" #69 US
- 1979: "One Chain (Don't Make No Prison)" #59 US
- 1979: "Stormy" #32 US
- 1980: "You Know That I Love You" #35 US
- 1981: "Winning" #17 US
- 1981: "The Sensitive Kind" #56 US
- 1982: "Hold On" #15 US
- 1982: "Nowhere to Run" #66 US
- 1985: "Say It Again" #46 US
- 1999: "Smooth" (có sự tham gia của Rob Thomas) #1 US, #3 UK (charted in 2000)
- 2000: "Maria Maria" (có sự tham gia của The Product G&B) #1 US, #6 UK
- 2002: "The Game of Love" (có sự tham gia của Michelle Branch) #5 US, #16 UK
- 2003: "Nothing at All" (có sự tham gia của Musiq Soulchild)
- 2003: "Feels Like Fire" (có sự tham gia của Dido) #26 NZ
- 2004: "Why Don't You & I" (có sự tham gia của Alex Band) #8 US
- 2005: "I'm Feeling You" (có sự tham gia của Michelle Branch) #55 US
- 2005: "Just Feel Better" (có sự tham gia của Steven Tyler) #8 AUS
- 2006: "Cry Baby Cry" (có sự tham gia của Sean Paul và Joss Stone) #71 UK
- 2006: "Illegal" (Shakira featuring Carlos Santana) #4 ITA, #11 GER
- 2007: "No Llores" (Gloria Estefan featuring Carlos Santana, Jose Feliciano và Sheila E.)
- 2007: "Into the Night" (có sự tham gia của Chad Kroeger) #2 CAN, #5 SA, #5 Italy, #19 Germany, #26 US
- 2008: "This Boy's Fire" (có sự tham gia của Jennifer Lopez with Baby Bash)
- 2008: "Fuego en el Fuego" (Eros Ramazzotti featuring Carlos Santana) #19 Spain

Note: Smooth, Maria Maria và Into The Night được RIAA chứng nhận đĩa bạch kim.

### Video
- Carlos Santana--Influences (video)
- Sacred Fire. Live in Mexico. (video & DVD)
- Supernatural (video & DVD)
- Viva Santana (DVD)
- Santana Live By Request (DVD)